# 菅洋
菅 洋（すげ ひろし、1932年12月9日 - ）は、日本の農学者、東北大学名誉教授。農学博士。専門は作物生理学。
山形県鶴岡市生まれ。1955年東北大学農学部卒業。農林省中国農業試験所勤務、1962年農林省農業技術研究所、1966年「大麦の出穂性に関する育種学的研究」で東北大学農学博士。1978年東北大学農学部助教授、82年教授。87年農学研究所長、89年遺伝生態研究センター長。96年定年退官、名誉教授。1983年日本作物学会賞受賞。

## 著書
- 『作物の発育生理』 養賢堂、1979年
- 『稲を創った人びと 庄内平野の民間育種』 東北出版企画、1983年
- 『作物の生理活性 自立生育のしくみ』 農山漁村文化協会〈自然と科学技術シリーズ〉、1986年
- 『育種の原点 バイテク時代に問う』 農山漁村文化協会〈自然と科学技術シリーズ〉、1987年
- 『庄内における水稲民間育種の研究』 農山漁村文化協会、1990年
- 『稲 品種改良の系譜 ものと人間の文化史』 法政大学出版局、1998年
- 『有用植物 ものと人間の文化史』 法政大学出版局、2004年

### 共著編
- 『宇宙船の植物学』高橋秀幸共著 学会出版センター 1987
- 『宇宙植物学の課題 植物の重力反応』編 学会出版センター 1990

## 注
1. ↑  『現代日本人名録』および『有用植物』著者紹介